# Zilling
Zilling és un municipi francès situat al departament del Mosel·la i a la regió del Gran Est. L'any 2007 tenia 257 habitants.

## Demografia

### Població
El 2007 la població de fet de Zilling era de 257 persones. Hi havia 98 famílies, de les quals 20 eren unipersonals (12 homes vivint sols i 8 dones vivint soles), 31 parelles sense fills, 43 parelles amb fills i 4 famílies monoparentals amb fills.
La població ha evolucionat segons el següent gràfic:
Habitants censats

### Habitatges
El 2007 hi havia 109 habitatges, 97 eren l'habitatge principal de la família i 12 estaven desocupats. 103 eren cases i 6 eren apartaments. Dels 97 habitatges principals, 84 estaven ocupats pels seus propietaris, 11 estaven llogats i ocupats pels llogaters i 3 estaven cedits a títol gratuït; 3 tenien tres cambres, 15 en tenien quatre i 80 en tenien cinc o més. 90 habitatges disposaven pel capbaix d'una plaça de pàrquing. A 41 habitatges hi havia un automòbil i a 54 n'hi havia dos o més.

### Piràmide de població
La piràmide de població per edats i sexe el 2009 era:
| Homes | Edats   | Dones |
| ----- | ------- | ----- |
| 0     | 95 o +  | 0     |
| 0     | 90 a 94 | 0     |
| 0     | 85 a 89 | 8     |
| 0     | 80 a 84 | 0     |
| 0     | 75 a 79 | 4     |
| 8     | 70 a 74 | 8     |
| 4     | 65 a 69 | 0     |
| 12    | 60 a 64 | 4     |
| 8     | 55 a 59 | 0     |
| 4     | 50 a 54 | 12    |
| 16    | 45 a 49 | 16    |
| 4     | 40 a 44 | 8     |
| 0     | 35 a 39 | 8     |
| 12    | 30 a 34 | 4     |
| 4     | 25 a 29 | 8     |
| 16    | 20 a 24 | 16    |
| 8     | 15 a 19 | 16    |
| 12    | 10 a 14 | 4     |
| 4     | 5 a 9   | 12    |
| 12    | 0 a 4   | 0     |

## Economia
El 2007 la població en edat de treballar era de 181 persones, 128 eren actives i 53 eren inactives. De les 128 persones actives 121 estaven ocupades (69 homes i 52 dones) i 7 estaven aturades (5 homes i 2 dones). De les 53 persones inactives 18 estaven jubilades, 15 estaven estudiant i 20 estaven classificades com a «altres inactius».

### Ingressos
El 2009 a Zilling hi havia 98 unitats fiscals que integraven 257,5 persones, la mediana anual d'ingressos fiscals per persona era de 16.089 €.

### Activitats econòmiques
Dels 2 establiments que hi havia el 2007, 1 era d'una empresa de comerç i reparació d'automòbils i 1 d'una empresa financera.
L'únic servei als particulars que hi havia el 2009 era una oficina bancària.
L'any 2000 a Zilling hi havia 13 explotacions agrícoles que ocupaven un total de 550 hectàrees.

## Equipaments sanitaris i escolars
El 2009 hi havia una escola elemental integrada dins d'un grup escolar amb les comunes properes formant una escola dispersa.

## Poblacions més properes
El següent diagrama mostra les poblacions més properes.